# Sainte-Radegonde (Dordogne)
Sainte-Radegonde település Franciaországban, Dordogne megyében. Lakosainak száma 76 fő (2022. január 1.). Sainte-Radegonde Faurilles, Doudrac, Cavarc, Mazières-Naresse, Boisse, Beaumontois-en-Périgord és Sainte-Sabine-Born községekkel határos.

## Népesség
A település népessége az elmúlt években az alábbi módon változott:
| Lakosok száma | 95   | 86   | 76   | 61   | 59   | 62   | 62   | 61   | 66   | 76   |
|               | 1968 | 1982 | 1990 | 2006 | 2013 | 2015 | 2017 | 2019 | 2020 | 2022 |